# William Scott (Geistlicher)
William („Bill“) Sievwright Scott CVO (* 1. Februar 1946 in Glasgow; † 17. Juli 2020) war ein anglikanischer Geistlicher und Mitglied des Königlichen Haushaltes des Vereinigten Königreiches.

## Leben

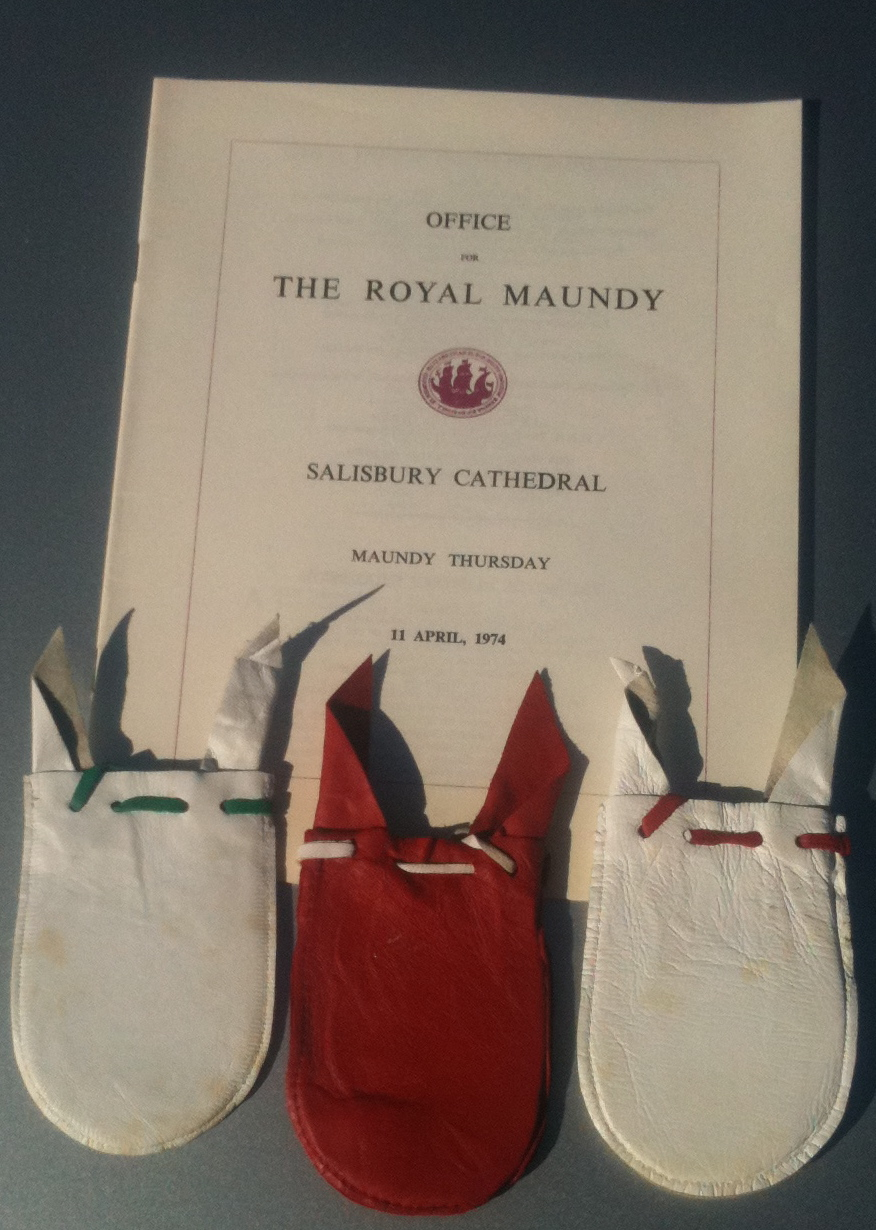
Traditionelle Gründonnerstagsalmosen

Bill Scott wuchs im Stadtteil West End von Dundee auf und besuchte dort die Harris Academy. Nach seiner Ordination war er zunächst als Vikar an der London Kirchengemeinde St. Mary, Bourne Street in Belgravia tätig. Von 2003 bis 2006 war er in verschiedenen Ämtern im Königlichen Haushalt (Royal Household) tätig. So bis 2006 Dekan der St Margaret’s Church in Westminster (Pfarrkirche des königlichen Palace of Westminster), seit 2006 Domherr (Prebendary) an der St Paul’s Cathedral in London, Vikar des Royal Victorian Order und Kaplan der Queen’s Chapel of the Savoy in London.
Ab 2007 stellvertretender Leiter (Deputy Clerk of the Closet) des Kollegium der Seelsorger im Königlichen Haushalt (Clerk of the Closet) war er der Privatkaplan der Königin. In dieser Funktion unterstützte er den Leiter, seit 2014 der Bischof von Carlisle, und den Privatsekretär der Königin bei den Beratungen zur Auswahl von Geistlichen für frei gewordene geistliche Ämter und stellte die Neuernannten der Königin zur Hommage vor. Als Subdekan (Sub-Dean) der Chapel Royal – der Dekan ist der jeweilige Bischof von London – leitete er die Verwaltung aller Bereiche, einschließlich der Gottesdienste, der Tagesgeschäfte der Kapelle mit dem Chor und aller Mitarbeiter. Dieses ist die einzige hauptamtliche Stelle eines Geistlichen im gesamten Königlichen Haushalt. Der Amtsbereich des Unteralmosenpfleger (Sub-Almoner) im Royal Almonry – der Lord High Almoner ist seit 2013 der Bischof von Worcester – umfasst die Verantwortung der königlichen Almosen, so überwacht er u. a. die traditionell am Gründonnerstag im Royal Maundy Service von der Königin persönlich übergebenen und speziell geprägten Silbermünzen in kleinen rot und weißen Geldbörsen an ausgewählte bedürftige Rentner.
Im Dezember 2014 wurde er bei der Annahme seines Amtsverzichts zum Kommandanten des Royal Victorian Order ernannt.
2020 starb Scott im Alter von 74 Jahren an den Folgen von Leberkrebs.